# 新安店镇
新安店镇，是中华人民共和国河南省驻马店市确山县下辖的一个乡镇级行政单位。

## 行政区划
新安店镇下辖以下地区：
新安店村、槐树庙村、段庄村、三山村、郭庄村、周庄村、余冲村、后堡村、郝岗村、熊庄村、朱庄村、戴楼村、顺山店村、阚庄村、申河村、李塔村、崔岗村、古庄村、阎庄村、丁楼村、陈桥村、卞楼村和八四集社区。

## 交通
- 京广铁路：新安店站